# Bahnstrecke Villamassargia–Carbonia
| Zug im neuen Bahnhof Carbonia Serbariu |                      |                                                  |                                                  |
| |                      |                                                  |                                                  |
| Streckennummer (RFI): | 163                  |                                                  |                                                  |
| Kursbuchstrecke (IT): | 365                  |                                                  |                                                  |
| Streckenlänge: | 22,4 km              |                                                  |                                                  |
| Spurweite: | 1435 mm (Normalspur) |                                                  |                                                  |
| |                      |                                                  |                                                  |
| \| \| \| von Decimomannu \| \| \| \| 0,00 \| Villamassargia-Domusnovas \| 113 m s.l.m. \| \| \| \| nach Iglesias \| \| \| \| 6,33 \| Cixerri \| 129 m s.l.m. \| \| \| 10,73 \| Monte Arcau \| 115 m s.l.m. \| \| \| 16,40 \| Barbusi FS \| 79 m s.l.m. \| \| \| 21,67 \| Carbonia Stato PV bis 2011 \| 79 m s.l.m. \| \| \| \| Übergang nach Iglesias und San Giovanni bis 1968 \| \| \| \| 22,37 \| Carbonia Serbariu seit 2011 \| Carbonia Serbariu seit 2011 \| \| \| \| Miniera di Serbariu \| \| |                      |                                                  |                                                  |
| Strecke |                      | von Decimomannu                                  | von Decimomannu                                  |
| Bahnhof | 0,00                 | Villamassargia-Domusnovas                        | 113 m s.l.m.                                     |
| Abzweig geradeaus und nach rechts |                      | nach Iglesias                                    | nach Iglesias                                    |
| ehemaliger Haltepunkt / Haltestelle | 6,33                 | Cixerri                                          | 129 m s.l.m.                                     |
| ehemaliger Haltepunkt / Haltestelle | 10,73                | Monte Arcau                                      | 115 m s.l.m.                                     |
| ehemaliger Haltepunkt / Haltestelle | 16,40                | Barbusi FS                                       | 79 m s.l.m.                                      |
| Dienststation / Betriebs- oder Güterbahnhof | 21,67                | Carbonia Stato PV bis 2011                       | 79 m s.l.m.                                      |
| Verschwenkung von links (Strecke außer Betrieb) · Verschwenkung von rechts |                      | Übergang nach Iglesias und San Giovanni bis 1968 | Übergang nach Iglesias und San Giovanni bis 1968 |
| Strecke (außer Betrieb) · Haltepunkt / Haltestelle Streckenende | 22,37                | Carbonia Serbariu seit 2011                      | Carbonia Serbariu seit 2011                      |
| Betriebsstelle Streckenende (Strecke außer Betrieb) |                      | Miniera di Serbariu                              | Miniera di Serbariu                              |

Die Bahnstrecke Villamassargia-Domusnovas–Carbonia Serbariu ist eine eingleisige, normalspurige, nicht elektrifizierte Eisenbahnlinie auf der italienischen Insel Sardinien.

## Geschichte
Die Strecke war 21,7 Kilometer lang und ist in Villamassargia mit der Bahnstrecke Decimomannu–Iglesias verbunden. Die 1956 fertiggestellte Strecke führte früher weiter in das nahe gelegene Steinkohlebergwerk Miniera di Serbariu.
Der Endpunkt der Strecke war bis 2011 der normalspurige Bahnhof Carbonia Stato in der Stadt Carbonia im Südwesten Sardiniens. Die Strecke wird regelmäßig mit Personenzügen der Ferrovie dello Stato (FS), der Italienischen Staatsbahn befahren. Betreiber ist die Rete Ferroviaria Italiana (RFI), einem hundertprozentigen Tochterunternehmen der FS. Durch Carbonia verlief auch die Schmalspurstrecke Iglesias–San Giovanni Suergiu, sie ist jedoch seit Jahren stillgelegt.
Am 23. Juli 2011 wurde die Station Carbonia Stato für den Personenverkehr geschlossen und die Verlängerung der Bahnstrecke bis zum neuen Bahnhof Carbonia Serbariu in Betrieb genommen. Bis zu ihrem neuen Endpunkt ist die Bahnstrecke nun 22,4 Kilometer lang.